# Grand Prix automobile de l'Iowa
Le 275 tours de l'Iowa (Iowa 275) est une épreuve de course automobile disputée sur l'Iowa Speedway (Newton) dans le cadre du Championnat IndyCar Series depuis 2007.

## Historique
En août 2006, les organisateurs de l'Indycar annonce l'arrivée au calendrier de la saison 2007 de l'épreuve de l'Iowa.
En 2016, Josef Newgarden remporte la première victoire de sa carrière sur un ovale en menant 282 des 300 tours. Scott Dixon se classe deuxième et Simon Pagenaud, troisième. 
En 2017, Hélio Castroneves s'impose pour la première fois de sa carrière dans cette épreuve et signe sa première victoire en Indycar depuis trois ans : il n'avait plus gagné depuis la deuxième course de Détroit le 1er juin 2014.
En 2018, le Canadien James Hinchcliffe s'impose pour la deuxième fois de sa carrière sur cet ovale.
En 2019, le départ est reporté de plusieurs heures en raison de la pluie. Josef Newgarden s'impose devant Scott Dixon et James Hinchcliffe.
En 2020, en raison de la Pandémie du Covid-19, le Grand Prix de l'Iowa accueille deux courses en un week-end. Lors de la première, le Français Simon Pagenaud, parti vingt-troisième et dernier après un problème de pression d'essence lors des qualifications, remporte la course après avoir dépassé tous ses adversaires,. 

## Palmarès
| Année | Vainqueur         | Voiture           | Résultats |
| ----- | ----------------- | ----------------- | --------- |
| 2007  | Dario Franchitti  | Dallara-Honda     | Résultats |
| 2008  | Dan Wheldon       | Dallara-Honda     | Résultats |
| 2009  | Dario Franchitti  | Dallara-Honda     | Résultats |
| 2010  | Tony Kanaan       | Dallara-Honda     | Résultats |
| 2011  | Marco Andretti    | Dallara-Honda     | Résultats |
| 2012  | Ryan Hunter-Reay  | Dallara-Chevrolet | Résultats |
| 2013  | James Hinchcliffe | Dallara-Chevrolet | Résultats |
| 2014  | Ryan Hunter-Reay  | Dallara-Honda     | Résultats |
| 2015  | Ryan Hunter-Reay  | Dallara-Honda     | Résultats |
| 2016  | Josef Newgarden   | Dallara-Honda     | Résultats |
| 2017  | Hélio Castroneves | Dallara-Chevrolet | Résultats |
| 2018  | James Hinchcliffe | Dallara-Chevrolet | Résultats |
| 2019  | Josef Newgarden   | Dallara-Chevrolet | Résultats |
| 2020  | Simon Pagenaud    | Dallara-Chevrolet | Résultats |
| 2020  | Josef Newgarden   | Dallara-Chevrolet | Résultats |